# Metellus Scipio
Quintus Caecilius Metellus Pius Scipio Nasica (asi 100/98 př. n. l. – 46 př. n. l.) byl římský konzul a vojenský velitel v období pozdní republiky.
Za občanské války mezi Caesarem a konzervativním senátem se jako věrný optimát přidal na stranu senátu ztělesňovanou Pompeiem. Velel republikánským jednotkám bojujícím proti Caesarovi, zejména v bitvě u Farsálu a v bitvě Thapsu, kde byl spolu s Catonem mladším poražen, načež oba spáchali sebevraždu. Tato událost je považována za klíčový okamžik zániku republiky.

## V médiích
Metella Scipiona ztvárnil v seriálu HBO Řím britský herec Paul Jasson.